# クライド・セスナ
クライド・ヴァーノン・セスナ（Clyde Vernon Cessna, 1879年12月5日 - 1954年1月20日）はアメリカ合衆国のパイロット、航空エンジニアで、航空機メーカーのセスナの創立者である。

## 生涯

### 生い立ちと初期の経歴
クライド・ヴァーノン・セスナはアイオワ州ホーソーンに生まれた。一家の祖先はフランスおよびドイツからの移住者であった。2歳の時、一家はカンザス州キングマン郡のラゴに移り住む。少年時代から独学で機械技術を学び、農業用の機械の改良などを行った。後にオクラホマ州のイーニドで、カーディーラーとして成功した。
航空機への関心は1910年にカンザス州で航空博覧会を見たことから始まる。この博覧会は、将来彼が航空業界でのキャリアを追求するきっかけとなった。セスナはオクラホマを離れニューヨークに向かう。ニューヨークのクイーン・エアロプレーン・カンパニーで短期間働き、ここで航空機の製造について初めて学んだ。

### 初飛行

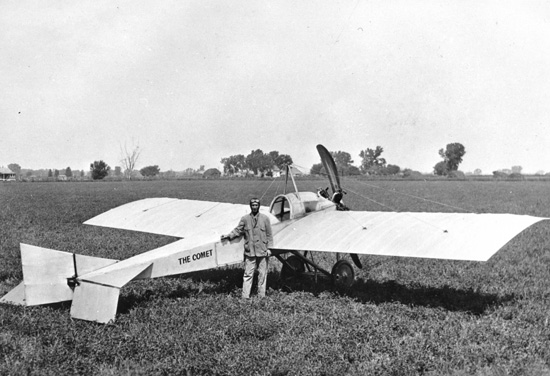
セスナと、彼が二番目に設計した「コメット」。これは「シルバーウィング」の改良版であった。1916年頃。

1911年に最初の機体、シルバーウィングを設計した。これは木製羽布張りの単葉機で、ブレリオ XIのアメリカ版であった。40 hp (30 kW)で1050回転の4気筒、2ストロークエンジンのモーターボート用のエルブリッジ・エンジンを搭載した。機体の完成後、セスナはアルファルファ郡グレートサルトレーク（ソルト・プレーンズ国立野生生物保護区に隣接）での飛行試験を考えた。最初のテストでは滑走中に転覆し、修理に100ドルを要した。離陸できないテストが続き、13回目のテストで機体がジャンプし、林のなかへ墜落した。セスナはクラッシュした後、欲求不満を抱え「私はこの物体を飛ばすつもりだ。私はもう飛行機とは別のことは決してしない！」と叫んだ。結局セスナは1911年6月に初めて飛行に成功した。その失敗をあざ笑っていた人々は一転して彼を「大胆なヒーロー」「エニッドのバードマン」と呼んだ。飛行の技術を12月まで自得した後、5-マイル (8.0 km)ほどの飛行を成功させ、離陸地点に戻って着陸できるようになった。彼はハートランド - ミシシッピ川とロッキー山脈の間 - で飛行機を製作し飛行させた最初の人物であった。

### 中期
シルバーウィングが成功した後、セスナは航空業界への関心を追求するために自動車販売の仕事をやめた。1912年から1915年の間に、セスナは40馬力から60馬力のアンザニ6気筒エンジンを積んだ単葉をいくつか開発した。この間、週末には地方で行われるイベントで飛行機を飛ばすことが多く、その際には報酬を得ていたと判明した。
1916年、セスナは翌年の航空展示会シーズン用の新しい飛行機を製作するために工場用の建物を取得した。彼の工場は二つの目的を果たした。一つは飛行機の製作であり、もう一つは飛行学校として5名の生徒を擁した。しかしながら1917年4月にアメリカ合衆国が第一次世界大戦に参戦すると、見世物飛行の需要は減少した。唯一の収入源が絶たれると、セスナはカンザスの家族の農場に戻った。

### トラベルエアー
戦争が終わると民間航空への関心が増大し、1925年にセスナはウォルター・ビーチ、ロイド・ステアマンとトラベルエアー (Travel Air Manufacturing Company) をカンザス州ウィチタに設立した。セスナが社長を務める間に同社はアメリカの大手航空機メーカーの一つとなった。その成功の要因はセスナの進歩的な設計コンセプトと、多くのスピード及び飛行距離の記録を確立する過程で国際的に認められていったことにあった。しかしながら2年後、ビーチらと単葉か複葉を採用するかの意見の衝突があり、セスナは自らの会社をつくるためにトラベルエアーを退社した。

### セスナ・エアクラフト

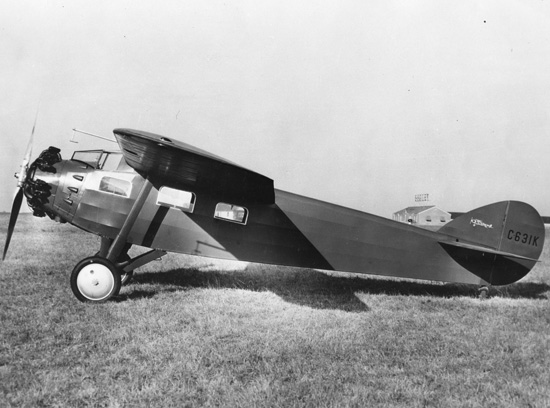
セスナ DC-6B

1927年9月7日、セスナはヴィクター・ルースと共にセスナ-ルース・エアクラフト (Cessna-Roos Aircraft) を設立した。ルースは僅か1ヶ月後に自身の持ち株をセスナに売却して事業から手を引き、会社は12月にセスナ・エアクラフト・コーポレーション (Cessna Aircraft Corporation) に社名を変更した。1927年の後半、セスナは効率的な単葉機の設計と製造に苦労した。セスナ AWは1927年の終わり近くに完成した。
AWの後、CW-6が1928年に飛行し、DC-6は1929年に飛行した。その後、息子のエルドンと協力して競技用機のCRシリーズの開発に成功した。
新型機が成功したにもかかわらず、世界恐慌によって飛行機の販売は激減し、会社は破産申請を行い1931年には完全に閉鎖された。1934年にセスナはウィチタ工場を再開したが、1936年に甥で航空エンジニアのドウェイン・ウォレスとその弟、弁護士のドワイト・ウォレスに売却した。

### 後年
会社の売却後、セスナは農業の生活に戻った。彼は地元の農家のためにディーゼルエンジンを搭載した3軌式のトラクターを開発した。新しい経営者によってセスナ社への参加を求められるが、経営には参加せず、会社の象徴的な存在として活動するだけであった。
クライド・セスナは1954年11月20日、カンザス州ウィチタで74歳で死去した。

## 遺産
彼は死後、1978年に全米航空殿堂入りし、2013年には「Flying」誌の51人の航空英雄のランキングで27位にランクされた。

## 参照
1. ↑  “CLYDE VERNON CESSNA”. 2018年2月24日閲覧。
2. ↑  “Aviation Pioneers - Clyde Vernon Cessna”.   Wings Over Kansas. 2007年4月28日閲覧。
3. 1 2 3 4 5 6 7 8  Phillips, Edward H.. “Clyde Cessna - Pioneer Aviator”.   Wings Over Kansas. 2007年5月1日閲覧。
4. 1 2 3 4  “Capsule Biographies: Clyde Cessna”.   aerofiles.com. 2007年4月28日閲覧。
5. 1 2  “Cessna Story-Milestones”.   Cessna.com. 2008年9月14日時点のオリジナルよりアーカイブ。2007年4月28日閲覧。
6. ↑  “Clyde Cessna”.   National Aviation Hall of Fame. 2007年4月28日閲覧。
7. ↑  “The Cessna Story”.   172guide.com. 2015年9月29日閲覧。
8. 1 2 3 4 5  “Clyde Cessna - A Kansas Portrait”.   Kansas State Historical Society. 2007年4月28日閲覧。
9. ↑  Robert M. Kane. Air Transportation
10. ↑  Edward Phillips (2007年4月). “DWANE L. WALLACE - KANSAS VISIONARY”. 2014年10月19日閲覧。
11. ↑  “Wichita recalls Clyde Cessna”. AOPA Pilot:  32. (May 2014).
12. ↑  Associated Press (1954年11月22日). “Clyde Cessna, Airplane Builder, Pioneer Manufacturer, and Aviator Dies. His Concern Made Many War Craft”. New York Times 2012年9月24日閲覧。 {{cite news}}: 不明な引数|coauthors=が空白で指定されています。 (説明)⚠
13. ↑  “51 Heroes of Aviation”. 2017年4月9日閲覧。